# Clay Tucker
Clay Jovan Tucker (Lima, 14 giugno 1980) è un ex cestista statunitense.

## Palmarès

### Squadra
- Campione WBA (2004)
- Coppa di Russia: 1

Chimki: 2007-08

### Individuale
- Migliore nelle palle recuperate NBDL (2007)